# Michael McFaul

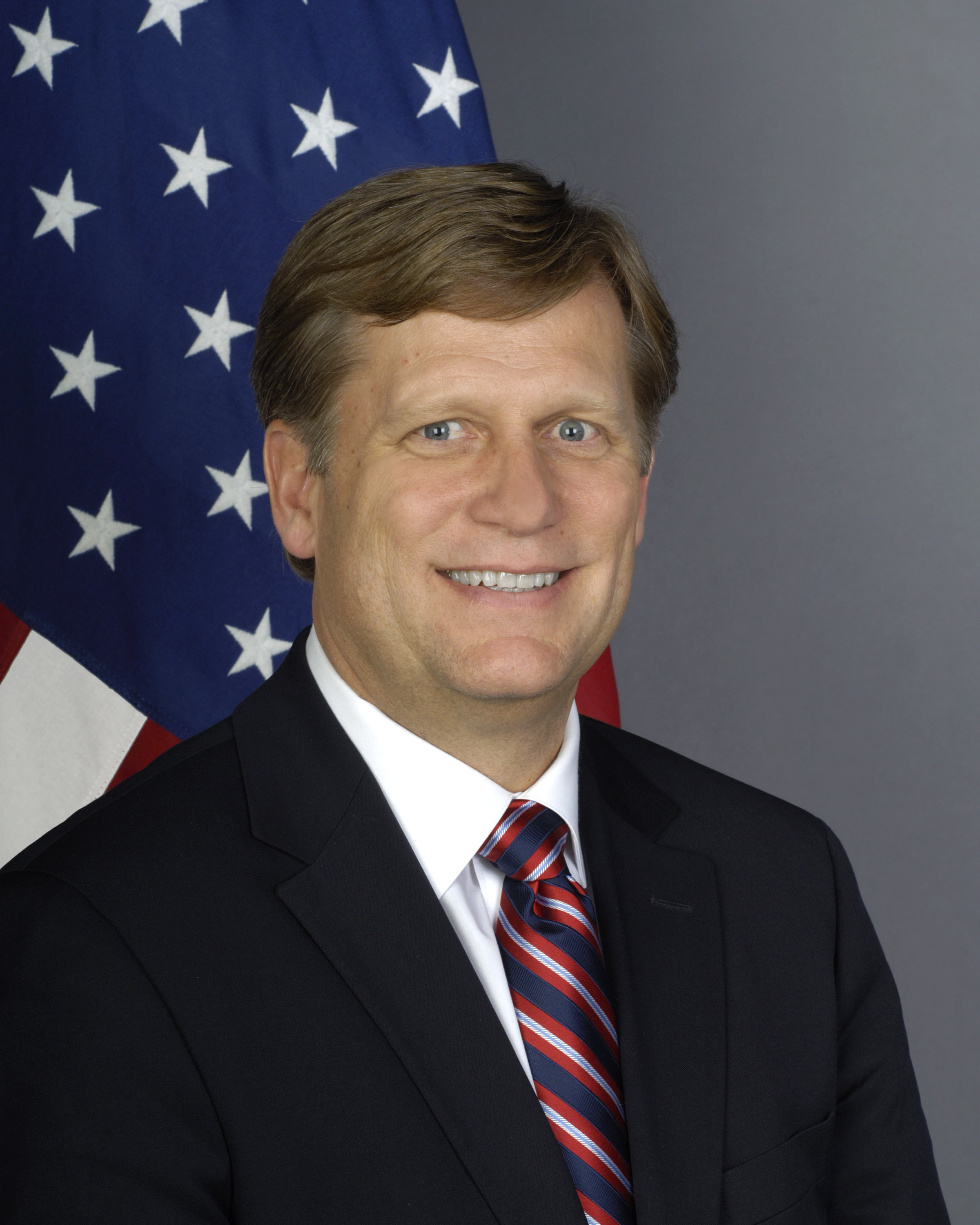
Michael McFaul

Michael Anthony McFaul (* 1. Oktober 1963 in Glasgow, Montana) ist ein US-amerikanischer Professor für Politikwissenschaften und Diplomat. Er war vom 10. Januar 2012 bis zum Februar 2014 US-Botschafter der Vereinigten Staaten in Russland. McFaul ist Absolvent der Stanford University.

## Leben

### Ausbildung
Nach dem Schulbesuch in Montana studierte McFaul an der Stanford University in Kalifornien. 1986 beendete er dort seine Studien mit den Abschlüssen eines Bachelor of Arts (B.A.) in internationalen Beziehungen und slawischen Sprachen sowie eines Master of Arts (M.A.) in Osteuropastudien. Zuvor hatte er im Rahmen eines Auslandsstudiums noch zwei Semester in der Sowjetunion verbracht. Zuerst im Sommer 1983 an der Staatlichen Universität Leningrad und dann im Jahr 1985 ein Semester an der Moskauer Staatlichen Universität. Er ging anschließend nach Oxford, wo er von 1986 bis 1988 in den Genuss eines Rhodes-Stipendiums kam. In Oxford erwarb McFaul 1991 einen Doctor of Philosophy (Ph.D.) im Fach Internationale Beziehungen.

### Laufbahn
Von 1991 bis 1992 war er Visiting Research Fellow der Hoover Institution an der Stanford-Universität und von 1992 bis 1994 Research Associate am dortigen Center for International Security and Arms Control.
Seit 1995 ist er als Professor für Politikwissenschaft an der Stanford-Universität tätig. Von 1995 bis 2001 als Assistant Professor und von 2001 bis 2005 als Associate Professor. Anschließend war er von 2005 bis 2009 Direktor des Center on Democracy, Development, and the Rule of Law am Freeman Spogli Institute for International Studies.

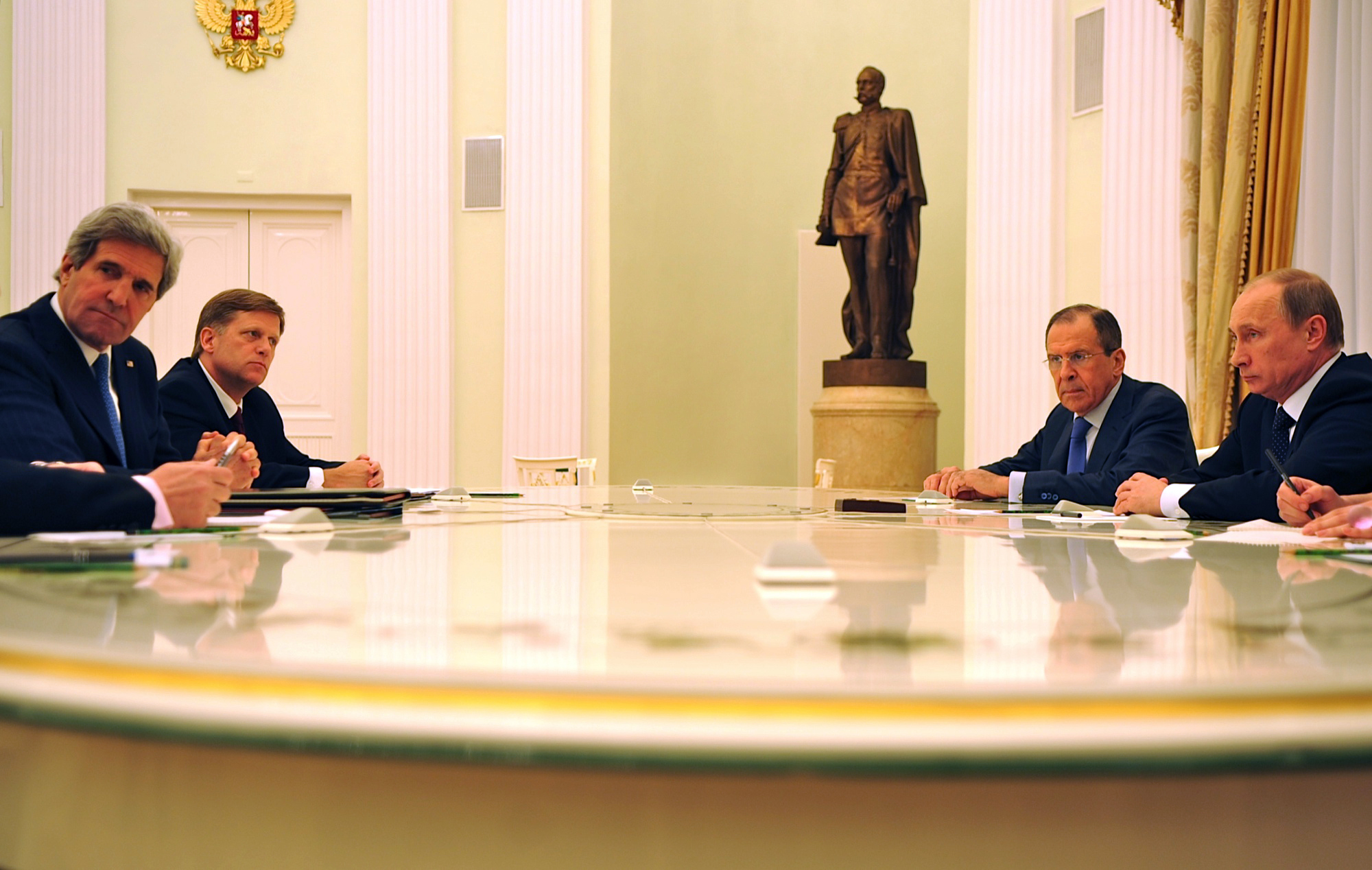
US-Außenminister Kerry, US-Botschafter McFaul, der russische Außenminister Lawrow sowie der russische Präsident Putin am 7. Mai 2013 in Moskau.

Im Januar 2009 ging McFaul dann nach Washington, D.C. und arbeitete dort bis Anfang 2012 circa drei Jahre in der Obama-Regierung für den Nationalen Sicherheitsrat der Vereinigten Staaten als Special Assistant to the President sowie leitender Direktor für russische und eurasische Angelegenheiten. Für Präsident Obama war McFaul, der ebenfalls Mitglied der Demokratischen Partei ist, gleichsam der Architekt seiner Russland-Politik und der Präsident beschloss deshalb im September 2011 ihn als Nachfolger von John Beyrle zum amerikanischen Botschafter in Russland zu ernennen. Am 10. Januar 2012 trat McFaul den Posten als Botschafter in Moskau an, kehrte jedoch schon zwei Jahre später, im Februar 2014, aus familiären Gründen nach Kalifornien in die USA zurück, wo er seitdem wieder als Professor für Politikwissenschaften an die Universität Stanford arbeitet. Nachfolger auf seinem Posten in Moskau wurde John F. Tefft.

### Treffen mit der russischen Opposition
Eine Woche nach seinem Postenantritt am 17. Januar 2012 kam es zu einem Treffen mit Spitzenkräften der russischen Opposition in der amerikanischen Botschaft. Bei diesem Treffen war der frühere Botschafter und damalige stellvertretende US-Außenminister William Burns anwesend. McFaul erwähnte in seinem Blogeintrag vom selben Tag zwar den Besuch von Burns und ein Treffen mit Mitgliedern der russischen Opposition und mit Vertretern von NGOs. Worüber jedoch gesprochen wurde, verlor er kein Wort. Das Treffen wurde landesweit publik, weil ein Kamerateam des zum russischen Medienkonzern Gazprom-Media gehörenden privaten Senders NTW sich vor dem Gebäude der US-Botschaft aufgestellt hatte und die nacheinander eintreffenden Oppositionspolitiker nach dem Sinn des Treffens in der Botschaft befragte. Die Reaktionen der Oppositionspolitiker, die anscheinend nicht mit einem Kamerateam gerechnet hatten, fielen recht einsilbig aus. Jewgenija Tschirikowa, Aktivistin bei Strategija-31 und der Bewegung zur Verteidigung des Chimki-Waldes, Boris Nemzow, Ko-Vorsitzender der Partei der Volksfreiheit (PARNAS), Lew Ponomarjow, Vorsitzender der Bewegung „Für Menschenrechte“, Sergei Mitrochin von der Jabloko-Partei, Oksana Dmitrijewa, stellvertretende Vorsitzende der Partei Gerechtes Russland sowie Lilja Schibanowa, Vorsitzende der Wahlbeobachtungsorganisation Golos, zeigten wenig Interesse den Zuschauern von NTW zu erklären, was der Sinn des Treffens mit den US-Spitzendiplomaten sei. Das Verhalten der Vertreter von Opposition und NGOs hatte im Ergebnis zu einem beträchtlichen Imageschaden der russischen Opposition geführt. Die Videozusammenschnitte der einzelnen Interviews, die ins Internet hochgeladen wurden, erfreuten sich eines großen Interesses. Der damalige russische Präsident Dmitri Medwedew bemühte sich in einer Erklärung zugunsten von McFaul die Angelegenheit zu entschärfen, indem er sagte, dass es zu den Aufgaben eines Botschafters gehöre, auch mit den Kräften der Opposition eines Landes zu sprechen. Dabei sollte lediglich nicht vergessen werden, dass man sich als amerikanischer Botschafter auf russischem Boden befinde.
In einem Interview erwähnte McFaul, dass die russische Regierung geholfen habe Drohungen zu untersuchen, die er als Botschafter erhalten hatte.

### Gesetzgebung über ausländische Agenten
Zu Beginn von McFauls Tätigkeit in Moskau wurde im Jahr 2012 das „Gesetz über „ausländische Agenten“ in Russland“ verabschiedet. McFaul betrachtete die damals gemachten Vergleiche zwischen dem immer noch angewendeten US-Gesetz zur Registrierung von „ausländischen Agenten“ FARA (Foreign Agents Registration Act) von 1938 mit dem neuen russischen Gesetz nicht nur als außerordentlich bedauerlich, er sah den Vergleich schlichtweg als falsch an. McFaul fühlte sich durch die Entwicklung sehr beunruhigt. Zum Vergleich führte er eine Liste von Organisationen an, die 2011 nach dem FARA-Gesetz in ein Register eingetragen worden seien. Jedoch unterstützte er grundsätzlich den Gedanken, dass NGOs ihre Finanzquellen offenlegen sollten, damit auf diesem Gebiet eine größere Transparenz einkehre. Das Thema war für McFaul besonders sensibel, weil er damals  persönlich mit einer der unter das Gesetz fallenden Organisationen eng verbunden war und heute noch ist.

### Tod von Max Shatto
Während der Amtszeit von McFaul ereignete sich auch im Januar 2013 der mysteriöse Tod eines dreijährigen russischen Adoptivkindes in Texas, Max Shatto/Maksim Kusmin. Der Junge war im November 2012 in die USA gekommen. Dieser Fall, der nicht der erste seiner  Art war, sorgte in Russland für viel Unruhe und belastete in der Folge das amerikanisch-russische Verhältnis.
McFaul beklagte in seinem Blog nach dem neuerlichen Fall die negative Darstellung seines Landes in manchen russischen Medien und dass die ganze Angelegenheit von diesen aufgebauscht und instrumentiert würde,

### Visa-Verweigerung 2016
Als Michael McFaul im Spätherbst 2016 für die Einreise nach Russland ein Visum beantragte, wurde es ihm verweigert. Ein Mitarbeiter des russischen Außenministerium erklärte Journalisten von TASS und RIA Novosti inoffiziell, dass nicht McFauls Nähe zu Obama der Grund für die Einreise-Verweigerung sei, sondern dass McFaul kein Visum mehr bekomme „wegen seiner aktiven Teilnahme an der Zerstörung des bilateralen russisch-US-amerikanischen Verhältnisses und seiner unablässigen Lobby-Arbeit zugunsten eines Feldzuges, um Druck auf Russland auszuüben.“

## Tätigkeiten in Organisationen
Michael McFaul war bzw. ist in zahlreichen, international wirkenden Organisationen in leitender Funktion tätig. So unter anderem im National Endowment for Democracy, in der Carnegie-Stiftung für internationalen Frieden, bei Human Rights Watch im Lenkungsausschuss, Europa- und Eurasien-Abteilung, World Economic Forum, Hoover Institution, Eurasia Foundation, Council on Foreign Relations u. v. m.
Er gehört dem Stiftungsrat der Boris Nemzow Stiftung für die Freiheit an.

## Wissenschaftlicher Ruf
Michael McFaul gilt als einer der führenden Experten auf dem Gebiet des postkommunistischen Russlands, weshalb auch schon der vorhergehende Präsident George W. Bush dessen Beratung hinsichtlich Russland und Wladimir Putin in Anspruch genommen hatte. Ebenfalls hatte schon Mitte der 1990er Jahre der damalige russische Präsident Boris Jelzin McFauls Rat gesucht.

## Persönliches
Michael McFaul ist mit Donna Norton verheiratet und hat mit ihr zwei Söhne. Er spricht neben seiner Muttersprache Englisch auch fließend Russisch, sowie Polnisch und Portugiesisch.

## Schriften (Auswahl)
- Post-Communist Politics: Democratic Prospects in Russia and Eastern Europe. (1993, international affairs)
- The Troubled Birth of Russian Democracy: Parties, Personalities, and Programs. (1993, international affairs)
- Russia's 1996 Presidential Election: The End of Polarized Politics. (1997, nonfiction)
- Russia's Unfinished Revolution: Political Change from Gorbachev to Putin. (2001, international affairs)
- Popular Choice and Managed Democracy: The Russian Elections of 1999 and 2000. (2003, international affairs)
- Power and Purpose: U.S. Policy Toward Russia After the Cold War. (2003, international affairs)
- Advancing Democracy Abroad: Why We Should and How We Can. (2009, international affairs)
- From Cold War to hot peace: An American Ambassador in Putin’s Russia. Houghton Mifflin Harcourt, Boston 2018, ISBN 978-0-544-71624-7.